# Ray Birdwhistell
Ray Birdwhistell (Cincinnati, 28 de setembro de 1918 - Brigantine, 19 de outubro de 1994) foi um antropólogo norte-americano que desenvolveu estudos sobre a cinésica [en], assim denominada por ele como sendo a "expressão facial, gestual, postura e movimentos corporais", que se traduzem em comunicação não verbal.. Em suas pesquisas, estimou que "não mais do que 30% a 35% do significado social de uma conversa ou interação é transmitido por palavras". Mais amplamente, argumentou que as palavras não são os únicos recipientes do conhecimento social.
Os estudos de Birdwhistell se concentraram principalmente na comunicação não verbal da linguagem e interação social porque ele estava interessado no estudo da comunicação de forma mais ampla do que era até então conhecida. O cientista entendia que os movimentos do corpo eram culturalmente padronizados e não universais. Seus alunos eram obrigados a ler amplamente, fontes não apenas sobre comunicação, mas também sobre antropologia e linguística. Tiveram grande influência em seu trabalho os estudos de outros cientistas como Margaret Mead, Gregory Bateson, Erving Goffman e Dell Hymes. Por exemplo, o seu livro mais conhecido, Kinesics and Context, segundo o autor, não teria sido publicado se não tivesse sido previsto por Erving Goffman. Birdwhistell declarava que a influência primordial, na qual se sustentava o seu trabalho era a da linguística antropológica, uma tradição mais diretamente representada na Universidade da Pensilvânia por Hymes.

## Biografia
Ray L. Birdwhistell nasceu em 28 de setembro de 1918 na cidade de Cincinnati, no estado de Ohio, onde cursou o ensino fundamental. Aos dezoito anos concluiu o ensino médio na Fostoria High School, em Fostoria, onde participava de debates sobre história, jornalismo e peças teatrais. Formou-se em sociologia em 1940 pela Universidade de Miami, concluiu o mestrado em antropologia no ano seguinte pela Universidade Estadual de Ohio e doutorou-se em antropologia em 1951 pela Universidade de Chicago. De 1944 a 1946 Birdwhistell conduziu um trabalho de dissertação em campo, entre os índios kutenai [en] no oeste do Canadá. Durante as pesquisas, percebeu que os membros da tribo apresentavam variações nas expressões faciais e gestual, que dependiam se eles falassem em inglês ou na língua nativa, o que despertou seu interesse no comportamento não verbal. Ao completar sua dissertação, lecionou na Universidade de Toronto, tendo Erving Goffman como um de seus alunos.
Em 1946, ingressou na Universidade de Louisville, no Kentucky, onde lecionou por dez anos, ajudando na integração racial da universidade, estabelecendo o Comitê Interdisciplinar de Cultura e Comunicação e organizando seminários anuais sobre cultura e comunicação, o que resultou na publicação da obra Explorações em Comunicação.
Durante a década de 1950, Birdwhistell participou de diversos trabalhos interdisciplinares, como no Foreign Service Institute do Departamento de Estado dos Estados Unidos, onde primeiro delineou suas ideias sobre o estudo do comportamento não verbal, e no Centro de Estudos Avançados em Ciências do Comportamento, participando do projeto História Natural de uma Entrevista. A pesquisa sistemática sobre a cinésica teve início efetivamente com a publicação do livro Introduction to Kinesics, em 1952.
Birdwhistell lecionou na Universidade Estadual de Nova Iorque, em Buffalo, de 1956 até 1959, quando foi nomeado pesquisador sênior no Instituto Psiquiátrico do Leste da Pensilvânia, na Filadélfia, onde gerenciou um laboratório-estúdio equipado com filmadoras de 16 mm. Defendeu fortemente o uso de filmagem como uma ferramenta essencial no estudo do comportamento não verbal, recurso que permitia a observação e análise do comportamento social humano que até então carecia de uma análise comparativa. Juntamente com o cineasta Jacques van Vlack, preparou uma série de filmes que estavam disponíveis comercialmente, embora, como com o seu ensino, eles fossem destinados principalmente para treinamento técnico. Como resultado de sua carreira, o cientista estava no centro de uma rede informal e interdisciplinar de estudiosos em antropologia, etologia, linguística e psiquiatria que compunham, segundo ele, "a vitalidade que faltava em organização e identidade profissional".
De 1969 até se aposentar em 1988, Birdwhistell ocupou o cargo de professor na Annenberg School for Communication, na Universidade da Pensilvânia, onde trabalhou em estreita colaboração com outros antropólogos como Dell Hymes, Erving Goffman e Gregory Bateson, que trouxe como orador convidado. Birdwhistell influenciou uma nova geração de estudantes, e era comumente entendido que nenhum estudante que levasse a sério seu doutorado na Universidade da Pensilvânia, e que estivesse interessado em cultura e conduta humana, poderia deixar de frequentar seus cursos.
Birdwhistell teria chamado a atenção de Margaret Mead e Gregory Bateson quando estes assistiram a uma exibição de um de seus filmes etnográficos. Eles foram os pioneiros do uso de filmagem como ferramenta etnográfica. Tanto Mead quanto Bateson foram apoiadores e influências a Birdwhistell por toda a sua vida.
Birdwhistell morreu de câncer de fígado em 19 de outubro de 1994, em sua casa em Brigantine, Nova Jersey.